# Tahitische Fußballnationalmannschaft
Die tahitische Fußballnationalmannschaft ist das Auswahlteam des französischen Überseegebietes Französisch-Polynesien im Pazifik.

## Geschichte
Der Fußballverband von Tahiti ist seit 1990 Mitglied des Weltfußballverbandes FIFA und des Regionalverbandes OFC. Bisher ist es der Mannschaft noch nicht gelungen, sich für eine Fußball-Weltmeisterschaft zu qualifizieren. Bei der Fußball-Ozeanienmeisterschaft belegte die Mannschaft in den ersten drei Auflagen 1973, 1980 und 1996 jeweils den zweiten Platz, ehe sie 2012 erstmals Ozeanienmeister wurde.
Tahiti hat von allen Nationalmannschaften am häufigsten (zehnmal) mit 13 oder mehr Toren gewonnen und hielt vom 7. September 1963 bis zum 1. April 1966 durch ein 18:0 gegen die Salomonen und vom 2. September 1971 bis zum 11. April 2001 durch ein 30:0 gegen die Cookinseln den Rekord für die höchsten Länderspielsiege. Da Tahiti und die Gegner zum Zeitpunkt der Spiele nicht Mitglied der FIFA waren, fehlen diese Spiele in den FIFA-Listen.
Außerdem beteiligt sich die Nationalauswahl an der Coupe de l’Outre-Mer, dem in Frankreich stattfindenden Wettbewerb für Nationalmannschaften aus Frankreichs überseeischen Gebieten. Dabei konnte Tahiti sich bisher allerdings noch nicht platzieren, spielte dort aber erstmals gegen Mannschaften aus Südamerika (Französisch-Guayana), der Karibik (Martinique) und gegen Mayotte, eine Insel vor der Ostküste von Afrika.
Am 10. Juni 2012 wurde sie als erste pazifische Nationalmannschaft überhaupt Ozeanienmeister durch einen 1:0-Sieg gegen Neukaledonien im ersten Finale, an dem weder Australien (seit 2006 nicht mehr Mitglied des OFC) noch Neuseeland (verlor im Halbfinale gegen Neukaledonien) beteiligt waren. Der Favorit Neuseeland wurde nur Dritter. Tahiti war damit auch erstmals für den Konföderationen-Pokal qualifiziert und traf dort auf Welt- und Europameister Spanien, Südamerikameister Uruguay und den Afrikameister Nigeria. Für Tahiti waren dies die ersten Spiele in Südamerika und gegen Mannschaften der CAF, CONMEBOL und UEFA. Dabei unterlag die Mannschaft mit 1:6 gegen Nigeria, gegen Spanien 0:10 und verlor mit 0:8 gegen Uruguay.

## Teilnahmen an Fußball-Weltmeisterschaften
- 1930 bis 1990 – nicht teilgenommen
- 1994 bis 2026 – nicht qualifiziert

## Teilnahmen an der Ozeanienmeisterschaft
- 1973 – 2. Platz
- 1980 – 2. Platz
- 1996 – 2. Platz
- 1998 – 4. Platz
- 2000 – Vorrunde
- 2002 – 3. Platz
- 2004 – 5. Platz
- 2008 – nicht qualifiziert
- 2012 – Ozeanienmeister
- 2016 – Vorrunde
- 2020 – wg. COVID-19-Pandemie abgesagt
- 2024 – 3. Platz

## Teilnahmen am Konföderationen-Pokal
- 1997 bis 2009 – nicht qualifiziert
- 2013 – Vorrunde
- 2017 – nicht qualifiziert

## Teilnahmen an den Südpazifik- und Pazifikspielen
Tahiti nahm an allen Austragungen teil und ist mit fünf Titeln die zweiterfolgreichste Mannschaft sowie die bisher einzige Mannschaft, die den Titel dreimal in Folge gewinnen konnte.
- 1963 – Dritter
- 1966 – Sieger
- 1969 – Zweiter
- 1971 – Dritter als Gastgeber
- 1975 – Sieger
- 1979 – Sieger
- 1983 – Sieger
- 1987 – Zweiter
- 1991 – Vorrunde
- 1995 – Sieger als Gastgeber
- 2003 – Vierter
- 2007 – Vorrunde
- 2011 – Dritter
- 2015 – Zweiter
- 2019 – Vorrunde
- 2023 – 5. Platz

## Teilnahmen am Polynesien-Cup
Tahiti konnte alle drei bisherigen Austragungen gewinnen.
- 1994 – Sieger
- 1998 – Sieger
- 2000 – Sieger

## Coupe de l’Outre-Mer
- 2008: Siebter (von 7 Teilnehmern) – vertreten durch die Mannschaft von AS Manu-Ura
- 2010: Gruppenphase (die Plätze 5 bis 8 wurden nicht ausgespielt)
- 2012: Sechster

## Trainer
- Francois Vernaudon (1973)
- Umberto Mottini (1995–1996)
- Gerard Kautai (1996)
- Richard Vansam (1997)
- Alain Rousseau / Eddy Rousseau (1997–1998)
- Leon Gardikiotis (1999–2000)
- Patrick Jacquemet (2001–2002)
- Gérard Kautai (2004–2007)
- Eddy Etaeta (2010–2015)
- Patrice Flaccadori (2015)
- Ludovic Graugnard (2015–2018)
- Naea Bennett (2018–2019)
- Samuel Garcia (2019–)